# Windows-1252
Windows-1252 är en teckenkodning för det latinska alfabetet. Kodningen har använts i Microsoft Windows för engelska och en del andra västeuropeiska språk.

## Tabell
Följande tabell visar Windows-1252, med skillnaderna gentemot ISO-8859-1 markerade.
| Windows-1252 (CP1252) | Windows-1252 (CP1252) | Windows-1252 (CP1252) | Windows-1252 (CP1252) | Windows-1252 (CP1252) | Windows-1252 (CP1252) | Windows-1252 (CP1252) | Windows-1252 (CP1252) | Windows-1252 (CP1252) | Windows-1252 (CP1252) | Windows-1252 (CP1252) | Windows-1252 (CP1252) | Windows-1252 (CP1252) | Windows-1252 (CP1252) | Windows-1252 (CP1252) | Windows-1252 (CP1252) | Windows-1252 (CP1252) |
|                       | x0                    | x1                    | x2                    | x3                    | x4                    | x5                    | x6                    | x7                    | x8                    | x9                    | xA                    | xB                    | xC                    | xD                    | xE                    | xF                    |
| --------------------- | --------------------- | --------------------- | --------------------- | --------------------- | --------------------- | --------------------- | --------------------- | --------------------- | --------------------- | --------------------- | --------------------- | --------------------- | --------------------- | --------------------- | --------------------- | --------------------- |
| 0x                    | NUL                   | SOH                   | STX                   | ETX                   | EOT                   | ENQ                   | ACK                   | BEL                   | BS                    | HT                    | LF                    | VT                    | FF                    | CR                    | SO                    | SI                    |
| 1x                    | DLE                   | DC1                   | DC2                   | DC3                   | DC4                   | NAK                   | SYN                   | ETB                   | CAN                   | EM                    | SUB                   | ESC                   | IS4                   | IS3                   | IS2                   | IS1                   |
| 2x                    | SP                    | !                     | "                     | #                     | $                     | %                     | &                     | '                     | (                     | )                     | *                     | +                     | ,                     | -                     | .                     | /                     |
| 3x                    | 0                     | 1                     | 2                     | 3                     | 4                     | 5                     | 6                     | 7                     | 8                     | 9                     | :                     | ;                     | <                     | =                     | >                     | ?                     |
| 4x                    | @                     | A                     | B                     | C                     | D                     | E                     | F                     | G                     | H                     | I                     | J                     | K                     | L                     | M                     | N                     | O                     |
| 5x                    | P                     | Q                     | R                     | S                     | T                     | U                     | V                     | W                     | X                     | Y                     | Z                     | [                     | \                     | ]                     | ^                     | _                     |
| 6x                    | `                     | a                     | b                     | c                     | d                     | e                     | f                     | g                     | h                     | i                     | j                     | k                     | l                     | m                     | n                     | o                     |
| 7x                    | p                     | q                     | r                     | s                     | t                     | u                     | v                     | w                     | x                     | y                     | z                     | {                     |                       | }                     | ~                     | DEL                   |
| 8x                    | €                     |                       | ‚                     | ƒ                     | „                     | …                     | †                     | ‡                     | ˆ                     | ‰                     | Š                     | ‹                     | Œ                     |                       | Ž                     |                       |
| 9x                    |                       | ‘                     | ’                     | “                     | ”                     | •                     | –                     | —                     | ˜                     | ™                     | š                     | ›                     | œ                     |                       | ž                     | Ÿ                     |
| Ax                    | NBSP                  | ¡                     | ¢                     | £                     | ¤                     | ¥                     | ¦                     | §                     | ¨                     | ©                     | ª                     | «                     | ¬                     | SHY                   | ®                     | ¯                     |
| Bx                    | °                     | ±                     | ²                     | ³                     | ´                     | µ                     | ¶                     | ·                     | ¸                     | ¹                     | º                     | »                     | ¼                     | ½                     | ¾                     | ¿                     |
| Cx                    | À                     | Á                     | Â                     | Ã                     | Ä                     | Å                     | Æ                     | Ç                     | È                     | É                     | Ê                     | Ë                     | Ì                     | Í                     | Î                     | Ï                     |
| Dx                    | Ð                     | Ñ                     | Ò                     | Ó                     | Ô                     | Õ                     | Ö                     | ×                     | Ø                     | Ù                     | Ú                     | Û                     | Ü                     | Ý                     | Þ                     | ß                     |
| Ex                    | à                     | á                     | â                     | ã                     | ä                     | å                     | æ                     | ç                     | è                     | é                     | ê                     | ë                     | ì                     | í                     | î                     | ï                     |
| Fx                    | ð                     | ñ                     | ò                     | ó                     | ô                     | õ                     | ö                     | ÷                     | ø                     | ù                     | ú                     | û                     | ü                     | ý                     | þ                     | ÿ                     |

Windows-1252 är ett tillägg till ISO/IEC 8859-1. I intervallet 80(hex)-9F(hex) har ISO/IEC 8859-1 osynliga styrtecken, medan Windows-1252 har skrivbara tecken. Däremot, är fem tecken i detta intervall odefinierade i Windows-1252 (markerade med grönt i tabellen ovan). Egentligen skall dessa värden inte användas, men om de ändå förekommer brukar man vanligtvis använda motsvarande styrtecken i ISO 8859-1.
Det är vanligt att webbsidor skapade med Microsoftverktyg, till exempel Microsoft Word, använder Windows-1252, men anger att de använder ISO 8859-1. Resultatet kan bli att vissa tecken såsom € och ” inte visas på icke-Windows-system. En lösning på sådana problem är Unicode och dess filkodning UTF-8. Windows-1252 kallas i microsoftprogramvaror för ANSI, men det är ett felaktigt namn, eftersom ANSI inte har standardiserat denna kodning.